# América (Lester & Denwood)
América is een Engelse single van de Belgische band Lester & Denwood uit 1973.
Het nummer verscheen op het album Gipsy Woman uit 1976.
De B-kant van de single was het liedje Song For Joane.

## Meewerkende artiesten
- Producer
  - Jacques Velt
- Muzikanten
  - Charles Dumolin (zang)
  - Freddy Demeyere (zang)
  - Charles Blackwell (muziekregisseur)